# Liste der Kulturdenkmäler in Frankfurt-Westend (L–Z)

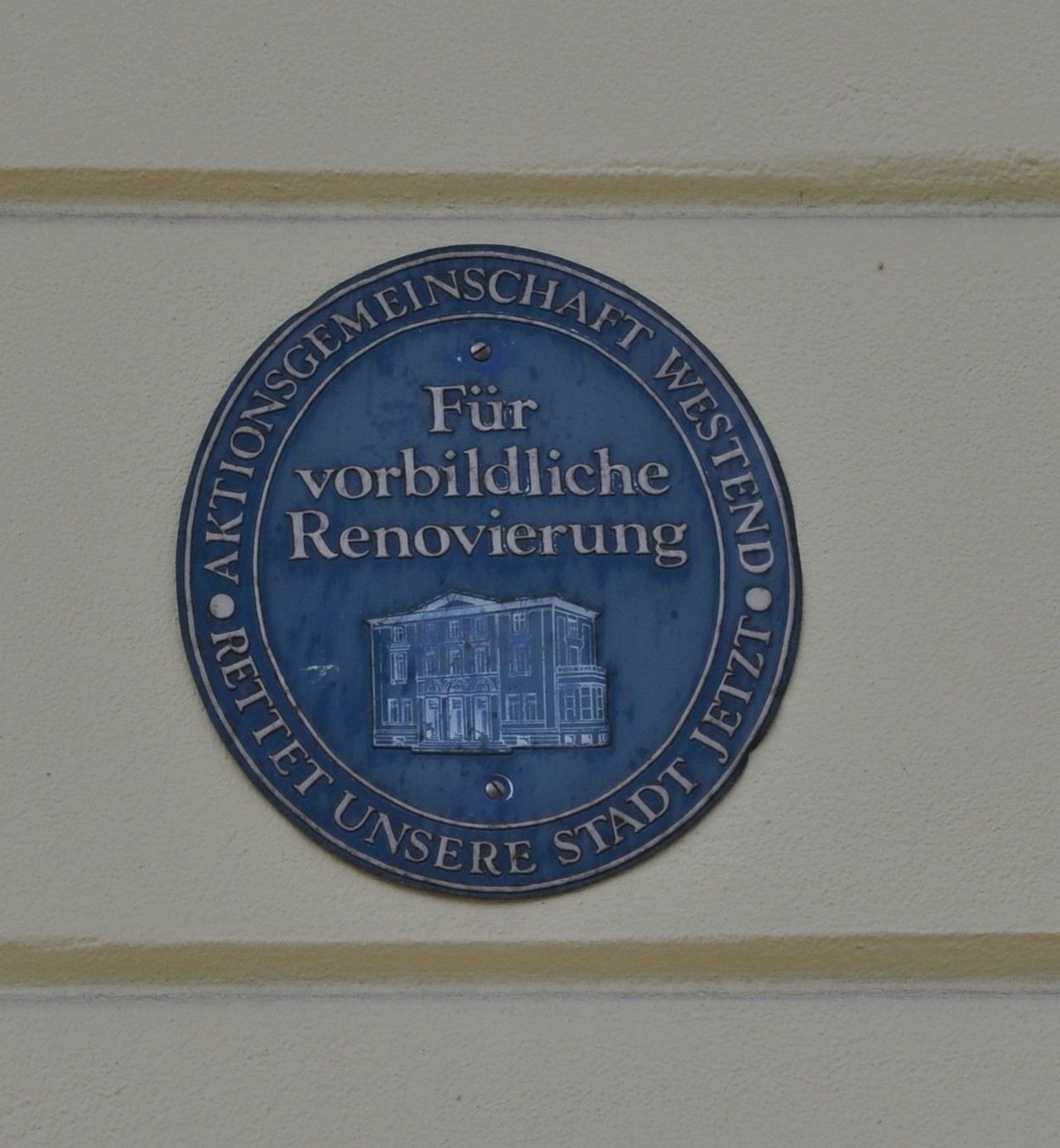
Plakette „vorbildliche Renovierung“

In der Liste der Kulturdenkmäler in Frankfurt-Westend sind alle Kulturdenkmäler im Sinne des Hessischen Denkmalschutzgesetzes in Frankfurt-Westend, einem Stadtteil von Frankfurt am Main aufgelistet. Aufgrund der Größe ist die Liste in zwei Teillisten (A–K und L–Z) aufgeteilt.
Grundlage ist die Denkmaltopographie aus dem Jahre 1994, die zuletzt 2000 durch einen Nachtragsband ergänzt wurde. In der Denkmaltopographie überwiegend abgekürzte Namen von Architekten, Baumeistern und Künstlern sind, soweit möglich, nach der unter dem Abschnitt Werke zu Architekten und Künstlern genannten Literatur aufgelöst. Kursiv dargestellt sind nicht auf der Literatur beruhende Zusatzangaben.

## Einleitung
Bei den Baudenkmalen im Westend handelt es sich überwiegend um gründerzeitliche Gebäude.

### Leerbachstraße
| Bild      | Bezeichnung | Lage                    | Beschreibung | Bauzeit | Daten |
| --------- | ----------- | ----------------------- | --- | ------- | ----- |
| Mietshaus | Mietshaus   | Leerbachstraße 26 Lage  | Spätklassizistisches Mietshaus mit einer Fassade, die sich durch reliefierte Brüstungsfelder auszeichnet, die durch übergiebelten Risalit zentriert sind.                                        | 1863    |       |
| Mietshaus | Mietshaus   | Leerbachstraße 32 Lage  | Mietshaus zwischen Spätklassizismus und Neurenaissance. Die Beletage ist durch Pfeilerbalkons betont.                                                                                            | 1863    |       |
| Wohnhaus  | Wohnhaus    | Leerbachstraße 39 Lage  | Spätklassizistisches Wohnhaus mit Seitenrisalit und zentralem Altan. Die Balkongitter sind original.                                                                                             | 1865    |       |
| Mietshaus | Mietshaus   | Leerbachstraße 44 Lage  | Mietshaus des Spätklassizismus mit Balkonerker am Axialrisalit. | 1865    |       |
| Wohnhaus  | Wohnhaus    | Leerbachstraße 57 Lage  | Das Wohnhaus nach Entwürfen von Eduard Johann Georg Anthes ist an Formen des Spätklassizismus angelehnt.                                                                                         | 1883    |       |
| Wohnhaus  | Wohnhaus    | Leerbachstraße 87 Lage  | Das Jugendstilgebäude von Carl Friedrich Wilhelm Leonhardt weist eine asymmetrische Fassade mit Erkertürmchen und teilweise reliefierten Fenstergewänden sowie Brüstungsfelder in Sandstein auf. | 1904    |       |
| Mietshaus | Mietshaus   | Leerbachstraße 94 Lage  | Mietshaus mit eckbetonendem Giebel und reliefierten Brüstungsfeldern an gotisierenden Fassaden und beiderseits zentrierenden Eckrisaliten.                                                       | 1903    |       |
| Mietshaus | Mietshaus   | Leerbachstraße 116 Lage | Mietshaus in sparsam historisierenden Formen. Architekt war Johann Jungels jr. Balkongitter und Einfriedung sind original.                                                                       | 1903    |       |

### Liebigstraße
| Bild              | Bezeichnung       | Lage                    | Beschreibung | Bauzeit   | Daten |
| ----------------- | ----------------- | ----------------------- | --- | --------- | ----- |
| Doppelmietshaus   | Doppelmietshaus   | Liebigstraße 12 Lage    | Architekt des spätklassizistischen Doppelhauses war Franz Jakob Schmitt. Eingezogene Eckfassade auf oktogonalem Grundriss unter von Karyatiden getragener Kuppel. Die Beletage wird durch allegorisch skulptierte Bogenzwickel betont. Die Balkongitter sind original. | 1877      |       |
| Mietshaus         | Mietshaus         | Liebigstraße 24 Lage    | Mietshaus der Neurenaissance nach Entwurf von Wilhelm Schmidt-Diehler mit markantem Risalit. Die Einfriedung ist original. | 1881      |       |
| Mietshaus         | Mietshaus         | Liebigstraße 27b Lage   | Die Fassade des Hauses zeigt Anklänge an Neoklassizismus und Jugendstil. Architekten waren Beck & Grünewald. Die Fenster sind original. Das Haus Liebigstraße 27 ist das Geburtshaus von Erich Fromm. Die Fassade des Hauses wurde 2012 von braun & eyer architekten -Saarbrücken/Düsseldorf, Architekt C.F.Braun, aufwendig saniert. Vor dem Haus sind Stolpersteine für die ermordeten Bewohner Erna Nussbaum, Ferdinand Ullmann, Hedwig Jenny Katz, Heinz Walter Nussbaum, Ludwig Katz, Hedwig Michel, Moses Nussbaum und Walter Leo Katz aufgestellt. | 1904      |       |
| Doppelmietshaus   | Doppelmietshaus   | Liebigstraße 32/34 Lage | Das Haus Nummer 34 im Stil der Neurenaissance wurde im Krieg beschädigt und vereinfacht wieder aufgebaut. Das Doppelhaus hat eine Werksteinfassade. | 1882      |       |
| Wohnhaus          | Wohnhaus          | Liebigstraße 33 Lage    | Wohnhaus im Stil des Spätklassizismus mit axialem Säulenbalkon der Beletage sowie seitlichem Eingangsvorbau. | 1876      |       |
| Mietshaus         | Mietshaus         | Liebigstraße 35 Lage    | Das Haus im Stil der Neurenaissance wurde von Philipp Strigler entworfen. Es verfügt über eine kräftig profilierte Werksteinfassade. | 1884      |       |
| Mietshaus         | Mietshaus         | Liebigstraße 41 Lage    | Mietshaus des Spätklassizismus mit reich profilierter Toreinfahrt und seitlichem Balkonrisalit. | 1875      |       |
| Mietshaus         | Mietshaus         | Liebigstraße 43 Lage    | Mietshaus im Stil zwischen Spätklassizismus und Neurenaissance. Symmetrische Seitenrisalite und zentrierende Balkons sowie reiche Werksteinprofilierung. Die Balkongitter sind teilweise original. | 1879      |       |
| Hotel Liebig      | Hotel Liebig      | Liebigstraße 45 Lage    | 1880 als Mietshaus erbaut, wurde das Haus 1960 zum Hotel Garni umgebaut und firmiert heute als Hotel Liebig. Auf vier Stockwerken werden 19 Zimmer angeboten. Die Fassade zeichnet sich durch zentrierende Balkons aus. Es ist stilgleich mit Nummer 43. | 1905/1880 |       |
| Feldbergstraße 11 | Feldbergstraße 11 | Liebigstraße 47 Lage    | Mietshaus im Stil des Spätklassizismus mit ornamentierten Brüstungsfeldern. Im Erdgeschoss des Eckhauses befand sich von 1993 bis 2010 das Restaurant Gargantua des Kochs Klaus Trebes. | 1880      |       |
| Mietshaus         | Mietshaus         | Liebigstraße 50 Lage    | Mietshaus der Neurenaissance von Heinrich Bechtold mit kräftiger Werksteinprofilierung und asymmetrischem Fassadenaufbau. | 1887      |       |
| Büro-Villa        | Büro-Villa        | Liebigstraße 51/53 Lage | Das Doppelwohnhaus der Gründerzeit wird heute überwiegend als repräsentatives Bürohaus genutzt. Im Dachgeschoss befinden sich zwei Wohnungen mit 413 m² Wohnfläche, darunter acht Büroeinheiten mit insgesamt 2.103 m² Nutzfläche. Im Rahmen der Sanierung 2004/2005 wurden die Giebel- und Hoffassaden analog der ursprünglichen Straßenfront und die Treppenhäuser originalgetreu wiederhergestellt. In dem Haus lebte 1894 bis 1898 der Arzt Alois Alzheimer. Die Sanierung war nicht unumstritten, da die neu eingebauten Glasfassaden an der Rückseite, ein von außen sichtbarer Aufzugschacht und eine Feuerleiter sowie die Aufstockung des Gebäudes den Gesamteindruck veränderten. Das Haus zeichnet sich durch eine opulente Werksteinfassade aus, die mittels axialer Balkons zentriert ist. Architekt war Heinrich Theodor Schmidt. | 1882      |       |
| Mietshaus         | Mietshaus         | Liebigstraße 52 Lage    | Mietshaus nach Entwurf von Julius Hermann Günther mit Verblendsteinfassade und Werksteingliederung im Stil zwischen Spätklassizismus und Neurenaissance. | 1889      |       |

### Lindenstraße
| Bild           | Bezeichnung    | Lage                 | Beschreibung | Bauzeit   | Daten |
| -------------- | -------------- | -------------------- | --- | --------- | ----- |
| Mietshaus      | Mietshaus      | Lindenstraße 3 Lage  | Mietshaus des Spätklassizismus | 1877      |       |
| Arndtstraße 28 | Arndtstraße 28 | Lindenstraße 27 Lage | Damenstift der Cronstetten- und Hynspergischen evangelischen Stiftung, heute Bankgebäude. Architekt war Alexander von Lersner.                           | 1896/1897 |       |
| Mietshaus      | Mietshaus      | Lindenstraße 39 Lage | Mietshaus mit zentrierendem Risalit. Der spätklassizistische Kern ist durch eine neobarocke Werksteinfassade überfangen. Die Balkongitter sind original. | 1865      |       |

### Ludwig-Erhard-Anlage
| Bild              | Bezeichnung       | Lage                          | Beschreibung                                                                  | Bauzeit   | Daten |
| ----------------- | ----------------- | ----------------------------- | ----------------------------------------------------------------------------- | --------- | ----- |
| Oberpostdirektion | Oberpostdirektion | Ludwig-Erhard-Anlage 2-8 Lage | Neobarockes Verwaltungsgebäude vom wirklichen geheimen Oberbaurat Ernst Hake. | 1905–1907 |       |

### Mainzer Landstraße
| Bild                          | Bezeichnung                   | Lage                          | Beschreibung | Bauzeit   | Daten |
| ----------------------------- | ----------------------------- | ----------------------------- | --- | --------- | ----- |
| Bankgebäude                   | Bankgebäude                   | Mainzer Landstraße 10-12 Lage | Das Geschäftshaus wurde von Friedrich Sander für den Frankfurter Hypotheken-Kreditverein auf trapezoidem Grundriss erbaut. Die repräsentative neobarocke Fassade wird durch das charakteristische Mansarddach und den asymmetrischen Portalvorbau mit reliefierter Sturzzone akzentuiert. Das Treppenhaus mit halbkreisförmigem Lichthof ist original. | 1904/1905 |       |
| Zimmerweg 2 (Villa Seligmann) | Zimmerweg 2 (Villa Seligmann) | Mainzer Landstraße 28 Lage    | W. Lönholdt | 1872      |       |

### Mendelssohnstraße
| Bild                 | Bezeichnung        | Lage                         | Beschreibung | Bauzeit | Daten |
| -------------------- | ------------------ | ---------------------------- | --- | ------- | ----- |
| Mietshaus            | Mietshaus          | Mendelssohnstraße 37 Lage    | Neobarockes Mietshaus mit konkaver, durch Eckrisalit zentrierter Eckfassade und Eckturm. | 1903    |       |
| Beethovenstraße 22   | Beethovenstraße 22 | Mendelssohnstraße 39 Lage    | Mietshaus nach Entwurf von Johann Wilhelm Proesler mit neobarocker Fassade unter einem Mansarddach. Die Gliederung der Fassade erfolgt durch Lisenen und Erker aus Sandstein und skulptierte Fensterverdachungen.                           | 1902    |       |
| Wohnhaus             | Wohnhaus           | Mendelssohnstraße 49 Lage    | Neobarockes Wohnhaus von Fritz Roos. Die Fassade ist durch Polygolanerker asymmetrisch akzentuiert. | 1898    |       |
| Mendelssohnstraße 53 | Wohnhaus           | Mendelssohnstraße 53 Lage    | Appartementhaus von Eberhard Brandl | 1954    |       |
| Reihenwohnhaus       | Reihenwohnhaus     | Mendelssohnstraße 63 Lage    | Das Haus mit Werksteingliederung in barockisierenden Stilformen wurde nach Entwurf der Gebrüder Seeger gebaut. Die Balkongitter sind original.                                                                                              | 1897    |       |
| Reihenwohnhaus       | Reihenwohnhaus     | Mendelssohnstraße 65 Lage    | Das Haus mit Werksteingliederung in barockisierenden Stilformen wurde nach Entwurf der Gebrüder Seeger gebaut. Die Balkongitter sind original.                                                                                              | 1897    |       |
| Wohnhaus             | Wohnhaus           | Mendelssohnstraße 66 Lage    | Neobarockes Wohnhaus von Georg Hermann Lönholdt mit zentrierendem turmartigem Erkerrisalit auf oktogonalem Grundriss in reich profiliertem Sandstein.                                                                                       | 1987    |       |
| Doppelwohnhaus       | Doppelwohnhaus     | Mendelssohnstraße 68/70 Lage | Das Haus, nach einem Entwurf von Adolf Hänle erbaut, hat einen seitlichen, durch reliefierten Giebel betonten Balkon der Beletage. | 1891    |       |
| Villa Steindecker    | Villa Steindecker  | Mendelssohnstraße 72 Lage    | Das Wohnhaus mit Remise im Stil der Neurenaissance wurde nach Entwürfen von Heinrich Theodor Schmidt gebaut. Es hat eine Verblendsteinfassade mit Sandsteingliederung. Die Fenster haben zum Teil Karyatiden. Das Treppenhaus ist original. | 1887    |       |
| Mietshaus            | Mietshaus          | Mendelssohnstraße 73 Lage    | Mietshaus im Stil der Neurenaissance von Jean Hänsel. | 1887    |       |

### Miquelallee
| Bild                 | Bezeichnung          | Lage               | Beschreibung | Bauzeit   | Daten |
| -------------------- | -------------------- | ------------------ | --- | --------- | ----- |
| Villa Leonhardsbrunn | Villa Leonhardsbrunn | Miquelallee 2 Lage | Das noble spätklassizistische Wohnhaus der Handelsgärtnerei F. Grünebergs Sohn wurde von Martin Ritter erbaut. Markant sind die Gewächshaus-Flügelbauten. | 1860–1892 |       |

### Myliusstraße
| Bild            | Bezeichnung     | Lage                    | Beschreibung | Bauzeit | Daten |
| --------------- | --------------- | ----------------------- | --- | ------- | ----- |
| Wohnhaus        | Wohnhaus        | Myliusstraße 24 Lage    | Wohnhaus im Stil des Spätklassizismus mit axialsymmetrischer Fassade. Die Einfriedung ist original. | 1869    |       |
| Villa Braun     | Villa Braun     | Myliusstraße 30 Lage    | Aufwändiges Mietshaus im Stil der Neurenaissance mit turmartigem Eckrisalit über einem Säulenportal und versetztem Eckerker unter einem Pyramidendach. Die Einfriedung ist original. Architekten waren Ludwig Franz Michael von Neher und Aage von Kauffmann | 1885    |       |
| Doppelwohnhaus  | Doppelwohnhaus  | Myliusstraße 32/34 Lage | Doppelwohnhaus im Stil des Spätklassizismus mit seitlichen Balkonrisaliten und polygonalen Erkern unter einer Kuppel auf der Gartenseite. | 1874    |       |
| Mietshaus       | Mietshaus       | Myliusstraße 36 Lage    | Spätklassizistisches Mietshaus mit Altan an axialem Risalit. Mezzaningeschoß und Dach sind verändert. | 1874    |       |
| Wohnhaus        | Wohnhaus        | Myliusstraße 38 Lage    | Wohnhaus im Stil des Spätklassizismus mit reliefierten Fensterverdachungen und einer durch Balkone zentzrierten Eckfase. | 1883    |       |
| Wohnhaus        | Wohnhaus        | Myliusstraße 39 Lage    | Wohnhaus im Stil des Spätklassizismus mit betontem Seitenrisalit und Ornamentfries über der Scheinquaderung des Erdgeschosses. Die Einfriedung ist ursprünglich.                                                                                             | 1879    |       |
| Wohnhaus        | Wohnhaus        | Myliusstraße 40 Lage    | Nobles spätklassizistisches Wohnhaus mit profiliertem Erker an markantem Seitenrisalit. | 1874    |       |
| Wohnhaus        | Wohnhaus        | Myliusstraße 41 Lage    | Wohnhaus im Stil des Spätklassizismus mit Eckrisalit, reliefierten Fensterlünetten und Maskarons. Die Einfriedung ist original. Architekt war Adam Friedrich Kaysser.                                                                                        | 1880    |       |
| Mietshaus       | Mietshaus       | Myliusstraße 43 Lage    | Mietshaus im Stil der Neurenaissance mit Verblendseteinfassade und Werksteingliederung und Eckfase. Die Einfriedung und das Vordach sind original. | 1884    |       |
| Wohnhaus        | Wohnhaus        | Myliusstraße 47 Lage    | Wohnhaus im Stil der Neurenaissance mit plastischer Werksteinprofilierung und Seitenrisalit unter Ziergiebel. Architekt war Johann Wilhelm Proesler. Die Einfriedung ist original.                                                                           | 1888    |       |
| Mietshaus       | Mietshaus       | Myliusstraße 48 Lage    | Mietshaus im Stil des Neobarock mit Eckfassade, Zwiebeltürmchen und Sandsteingliederung. Architekt war Heinrich Anthes. Die Balkongitter sind original. | 1888    |       |
| Mietshaus       | Mietshaus       | Myliusstraße 50 Lage    | Mietshaus im Stil der Neurenaissance mit Seitenrisalit unter Ziergiebeln im Stil des Barock. Architekt war Heinrich Anthes. Die Balkongitter sind original.                                                                                                  | 1887    |       |
| Mietshaus       | Mietshaus       | Myliusstraße 51 Lage    | Mietshaus im Stil des Spätklassizismus mit reliefierten Brüstungsfeldern. | 1873    |       |
| Doppelmietshaus | Doppelmietshaus | Myliusstraße 56/58 Lage | Spätklassizistisches Doppelmietshaus mit Seitenrisaliten und Balkons. | 1874    |       |

### Niedenau
| Bild            | Bezeichnung     | Lage                | Beschreibung | Bauzeit | Daten |
| --------------- | --------------- | ------------------- | --- | ------- | ----- |
| Wohnhaus        | Wohnhaus        | Niedenau 41 Lage    | Wohnhaus im Stil des Spätklassizismus mit verändertem Dachaufbau und angebautem Wintergarten. | 1870    |       |
| Mietshaus       | Mietshaus       | Niedenau 43 Lage    | Spätklassizistisches Mietshaus mit zentralem Polygonalerker unter einem Ziergiebel sowie Schmuckelemente aus Werkstein in barockem Stil. Die Einfriedung sowie Balkon- und Fenstergitter sind original. Vor dem Haus sind Stolpersteine für die ermordeten Bewohner Albert und Betty Wagner und Helga, Rosa und Siegfried Bing aufgestellt. | 1903    |       |
| Mietshaus       | Mietshaus       | Niedenau 50 Lage    | Mietshaus im Stil der Neurenaissance. Architekt war Walter Decker. | 1887    |       |
| Mietshaus       | Mietshaus       | Niedenau 51 Lage    | Mietshaus im Stil der Neurenaissance mit Betonung der Eckfassade durch Balkons und Giebel. | 1876    |       |
| Villa Zickwolff | Villa Zickwolff | Niedenau 53 Lage    | Wohnhaus im Stil des Spätklassizismus mit turmartigem Seitenrisalit und Erker. | 1871    |       |
| Mietshaus       | Mietshaus       | Niedenau 55/57 Lage | Spätklassizistisches Mietshaus mit zentrierendem Balkon. | 1871    |       |
| Mietshaus       | Mietshaus       | Niedenau 56 Lage    | Spätklassizistisches Mietshaus mit kolossaler Pilasteranordnung und zentrierendem Balkon. Die Einfriedung ist original. | 1863    |       |
| Doppelmietshaus | Doppelmietshaus | Niedenau 58/60 Lage | Spätklassizistisches Doppelmietshaus mit symmetrischer Fassade und Balkons am Axialrisalit. | 1859    |       |
| Mietshaus       | Mietshaus       | Niedenau 62 Lage    | Spätklassizistisches Mietshaus mit zentralem Balkon. | 1861    |       |
| Villa Nestle    | Villa Nestle    | Niedenau 68 Lage    | Wohnhaus im Stil zwischen Spätklassizismus und Neurenaissance mit Betonung der Mittelachse durch den Säulenbalkon. Die Einfriedung ist original. | 1868    |       |
| Remise          | Remise          | Niedenau 70 Lage    | Spätklassische Remise mit gleichmäßiger Pilastergliederung. | 1870    |       |
| Mietshaus       | Mietshaus       | Niedenau 72 Lage    | Spätklassisches Mietshaus mit axialem Säulenbalkon. | 1872    |       |
| Mietshaus       | Mietshaus       | Niedenau 78 Lage    | Spätklassisches Mietshaus mit rundem Eckpavillon. | 1876    |       |
| Villa Ellissen  | Villa Ellissen  | Niedenau 80 Lage    | Spätklassizistisches Wohnhaus mit axialsymmetrischer Fassade. Die Einfriedung ist original. | 1870    |       |

### Oberlindau
| Bild              | Bezeichnung       | Lage                  | Beschreibung | Bauzeit | Daten |
| ----------------- | ----------------- | --------------------- | --- | ------- | ----- |
| Doppelmietshaus   | Doppelmietshaus   | Oberlindau 3/5 Lage   | Doppelmietshaus im Stil des Neoklassizismus mit durch Loggien geöffneter Werksteinfassade über rustizierendem Erdgeschoss. Die Vordächer sind original. Architekt war Franz Heinrich Lönholdt. | 1912    |       |
| Mietshaus         | Mietshaus         | Oberlindau 7 Lage     | Mietshaus im Stil des Neoklassizismus in Sandsteingliederung und übergiebeltem Seitenrisalit und Erker. Die Balkongitter sind original. Architekt war Franz Heinrich Lönholdt.                 | 1911    |       |
| Mietshaus         | Mietshaus         | Oberlindau 9 Lage     | Mietshaus im Stil des Neoklassizismus in Sandsteingliederung mit Erker. Die Balkongitter sind original. Architekt war Franz Heinrich Lönholdt.                                                 | 1911    |       |
| Mietshaus         | Mietshaus         | Oberlindau 51 Lage    | Mietshaus im Stil der Neurenaissance mit Verblendsteinfassade und Werksteingliederung. Architekt war Simon Ravenstein.                                                                         | 1889    |       |
| Mietshaus         | Mietshaus         | Oberlindau 60 Lage    | Mietshaus im Stil des Spätklassizismus. Die Fassade wird durch zentrierende Balkons gegliedert.                                                                                                | 1891    |       |
| Mietshaus         | Mietshaus         | Oberlindau 62/64 Lage | Mietshaus im Stil des Spätklassizismus. Die Fassade wird durch zentrierende Balkons gegliedert. Die Balkongitter sind original.                                                                | 1891    |       |
| Mietshaus         | Mietshaus         | Oberlindau 66 Lage    | Mietshaus im Stil des Spätklassizismus. Die Fassade wird durch zentrierende Balkons gegliedert. Eckhaus und Balkongitter sind original.                                                        | 1891    |       |
| Doppelmietshaus   | Doppelmietshaus   | Oberlindau 81/83 Lage | Doppelmietshaus im Stil des Spätklassizismus. Die Fassade wird durch paarige Seitenrisalite und Balkons unter den Fenstergiebeln gegliedert. Balkongitter und Vordach sind original.           | 1888    |       |
| Doppelmietshaus   | Doppelmietshaus   | Oberlindau 85/87 Lage | Doppelmietshaus im Stil der Neurenaissance mit axialen Balkons. | 1888    |       |
| Mietshaus         | Mietshaus         | Oberlindau 89 Lage    | Einfaches Mietshaus im Stil des Neoklassizismus mit axialen Erkerrisaliten. | 1904    |       |
| Friedrichstraße 1 | Friedrichstraße 1 | Oberlindau 91 Lage    | |         |       |
| Böhmerstraße 66   | Böhmerstraße 66   | Oberlindau 92 Lage    | |         |       |
|                   |                   | Oberlindau 94 Lage    | |         |       |
| Böhmerstraße 62   | Böhmerstraße 62   | Oberlindau 96 Lage    | |         |       |
| Mietshaus         | Mietshaus         | Oberlindau 101 Lage   | Mietshaus im Stil des Spätklassizismus. Architekt war Simon Ravenstein. | 1881    |       |
| Mietshaus         | Mietshaus         | Oberlindau 103 Lage   | Mietshaus im Stil des Spätklassizismus. Architekt war Simon Ravenstein. | 1881    |       |
| Mietshaus         | Mietshaus         | Oberlindau 105 Lage   | Mietshaus im Stil des Spätklassizismus. Architekt war Simon Ravenstein. | 1881    |       |
| Mietshaus         | Mietshaus         | Oberlindau 107 Lage   | Mietshaus im Stil des Spätklassizismus. Architekt war Simon Ravenstein. | 1881    |       |
| Mietshaus         | Mietshaus         | Oberlindau 109 Lage   | Mietshaus im Stil des Spätklassizismus. Architekt war Simon Ravenstein. | 1881    |       |
| Mietshaus         | Mietshaus         | Oberlindau 110 Lage   | Mietshaus im Stil der Neurenaissance mit axialem Ziergiebel. | 1893    |       |
| Mietshaus         | Mietshaus         | Oberlindau 112 Lage   | Mietshaus im Stil der Neurenaissance mit axialem Ziergiebel. | 1893    |       |

### Palmengartenstraße
| Bild                                                             | Bezeichnung                                                      | Lage                                | Beschreibung | Bauzeit                                                | Daten |
| ---------------------------------------------------------------- | ---------------------------------------------------------------- | ----------------------------------- | --- | ------------------------------------------------------ | ----- |
| Palmengarten                                                     | Palmengarten                                                     | Palmengartenstraße ohne Nummer Lage | Der 22 ha große Palmengarten ist einer von zwei botanischen Gärten in Frankfurt am Main. | 1871                                                   |       |
| Gesellschaftshaus                                                | Gesellschaftshaus                                                | Palmengartenstraße ohne Nummer Lage | Das Gesellschaftshaus wurde 1871 erbaut und nach einem Großbrand in der Nacht vom 10. zum 11. August 1877 wiederhergestellt. 1929 wurde durch Martin Elsaesser ein moderner Anbau errichtet. 1944 brannte der Westflügel nach Bombenangriffen aus. Das Bild zeigt das Gebäude im Jahr 1910. | 1871 (Bau) 1877 (nach Großbrand) 1929 (moderner Anbau) |       |
| Portikus der ehemaligen Villa Leonhardi (siehe Zeppelinallee 18) | Portikus der ehemaligen Villa Leonhardi (siehe Zeppelinallee 18) | Palmengartenstraße ohne Nummer Lage | |                                                        |       |
| Mietshaus                                                        | Mietshaus                                                        | Palmengartenstraße 4 Lage           | Neogotisches Mietshaus, entworfen durch die Gebrüder Seeger in reichem Werksteindekor mit polygonem Erkerrisalit und rundem Eckturm unter Kugelhaube. | 1900                                                   |       |
| Bürogebäude                                                      | Bürogebäude                                                      | Palmengartenstraße 10-12 Lage       | Deutsches Archäologisches Institut: Sitz der Römisch-Germanischen Kommission. |                                                        |       |

### Parkstraße
| Bild           | Bezeichnung                      | Lage                                                   | Beschreibung | Bauzeit | Objekt-Nr. |
| -------------- | -------------------------------- | ------------------------------------------------------ | --- | ------- | ---------- |
| weitere Bilder | Reihenwohnhaus Parkstraße 6/8/10 | Parkstraße 6/8/10 LageFlur: 278, Flurstück: 23, 24, 25 | Reihenwohnhaus im Stil zwischen Spätklassizismus und Neurenaissance, entworfen durch Simon Ravenstein. Asymmetrische Fassade durch den Balkon. Die Einfriedung ist ursprünglich. Die Denkmaltopographie führt das Haus als Einzeldenkmal; in der elektronischen Fassung ist es nur als Teil der Gesamtanlage 130 dargestellt.                                               | 1886    | 167845     |
| weitere Bilder | Reihenwohnhaus Parkstraße 12     | Parkstraße 12 LageFlur: 278, Flurstück: 11             | Reihenwohnhaus im Stil zwischen Spätklassizismus und Neurenaissance mit rückwärtigem Balkonrisalit und Eckfassade, entworfen durch Simon Ravenstein. Asymmetrische Fassade durch den Balkon. Die Einfriedung ist ursprünglich. Die Denkmaltopographie führt das Haus als Einzeldenkmal; in der elektronischen Fassung ist es nur als Teil der Gesamtanlage 130 dargestellt. | 1886    | 167845     |

### Reuterweg
| Bild                | Bezeichnung         | Lage               | Beschreibung | Bauzeit   | Daten |
| ------------------- | ------------------- | ------------------ | --- | --------- | ----- |
| Verwaltungsgebäude  | Verwaltungsgebäude  | Reuterweg 14 Lage  | Nobles Verwaltungsgebäude des Neobarock. Architekten waren Hermann Ritter und Christoph Emil Heßler, Bauherr war die Metallgesellschaft. Reich reliefierte Fassade aus gelbem Sandstein, durch prägende Eckrisalite akzentuiert. | 1903–1905 |       |
| Eppsteiner Straße 1 | Eppsteiner Straße 1 | Reuterweg 57 Lage  | |           |       |
| Mietshaus           | Mietshaus           | Reuterweg 94 Lage  | Mietshaus spätklassizistischer Prägung des Architekten Eduard Johann Georg Anthes mit balkonbetontem Seitenrisalit. Die Balkongitter sind original.                                                                              | 1886      |       |
| Mietshaus           | Mietshaus           | Reuterweg 96 Lage  | Mietshaus spätklassizistischer Prägung des Architekten Eduard Johann Georg Anthes mit zentrierendem Balkon. Die Balkongitter sind original.                                                                                      | 1886      |       |
| Mietshaus           | Mietshaus           | Reuterweg 98 Lage  | Mietshaus spätklassizistischer Prägung des Architekten Eduard Johann Georg Anthes mit zentrierendem Balkon. Die Balkongitter sind original.                                                                                      | 1886      |       |
| Mietshaus           | Mietshaus           | Reuterweg 100 Lage | Mietshaus in der Tradition des Spätklassizismus. Architekt war Simon Ravenstein. Lünettengraffiti im Erdgeschoss stammen von W. Steinhausen.                                                                                     | 1881      |       |
| Mietshaus           | Mietshaus           | Reuterweg 102 Lage | Mietshaus in der Tradition des Spätklassizismus. Architekt war Simon Ravenstein. | 1881      |       |

### Rossertstraße
| Bild               | Bezeichnung        | Lage                  | Beschreibung | Bauzeit | Daten |
| ------------------ | ------------------ | --------------------- | --- | ------- | ----- |
| Mietshaus          | Mietshaus          | Rossertstraße 15 Lage | Mietshaus im Stil des Spätklassizismus mit stark ausgeprägter horizontaler Gliederung und axialem Erker. Architekt war Amadeus Wilhelm Benkard.                                            | 1874    |       |
| Mietshaus          | Mietshaus          | Rossertstraße 16 Lage | Mietshaus in Formen des Spätklassizismus mit zentraler Balkonanordnung. Einfriedung und Balkongitter sind original.                                                                        | 1883    |       |
| Siesmayerstraße 58 | Siesmayerstraße 58 | Rossertstraße 18 Lage | Mietshaus der Neurenaissance mit reicher Werksteingliederung an der Verblendfassade sowie Lünettensgraffiti unter profilierten Fensterstürzen. Einfriedung und Balkongitter sind original. | 1884    |       |

### Rothschildpark
| Bild             | Bezeichnung      | Lage                | Beschreibung | Bauzeit | Daten |
| ---------------- | ---------------- | ------------------- | --- | ------- | ----- |
| Ring der Statuen | Ring der Statuen | Rothschildpark Lage | Statuengruppe von Georg Kolbe im Rothschildpark: Ring der Statuen. Sieben überlebensgroße, nackte Bronzefiguren bilden einen Ring, sie werden von jeweils zwei dunklen Marmorstelen flankiert. | 1954    |       |

### Savignystraße
| Bild           | Bezeichnung                    | Lage                  | Beschreibung | Bauzeit   | Daten |
| -------------- | ------------------------------ | --------------------- | --- | --------- | ----- |
| weitere Bilder | Katholische St. Antoniuskirche | Savignystraße 15 Lage | Neugotische katholische St. Antoniuskirche. Architekt war August Menken, dreischiffige Basilika mit prägnantem Turm.                                                                                           | 1898–1900 |       |
| Mietshaus      | Mietshaus                      | Savignystraße 20 Lage | Mietshaus der Neurenaissance mit Werksteinfassade und seitlichem Erkerrisalit unter Ziergiebel. Einfriedung ist original.                                                                                      | 1898      |       |
| Mietshaus      | Mietshaus                      | Savignystraße 30 Lage | Mietshaus hinter Werksteinfassade in Detailformen aus Renaissance und Barock mit axialem Erkerrisalit. Balkongitter sind original.                                                                             | 1897      |       |
| Mietshaus      | Mietshaus                      | Savignystraße 59 Lage | Mietshaus mit nobler Werksteinfassade in Formen des Spätklassizismus. Architekt war Karl Friedrich Gross. Doppelhaus mit Hausnummer 61, ursprüngliche Einfriedung.                                             | 1880      |       |
| Mietshaus      | Mietshaus                      | Savignystraße 61 Lage | Mietshaus mit nobler Werksteinfassade in Formen des Spätklassizismus. Architekt war Karl Friedrich Gross. Doppelhaus mit Hausnummer 59, ursprüngliche Einfriedung.                                             | 1880      |       |
| Wohnhaus       | Wohnhaus                       | Savignystraße 74 Lage | Wohnhaus mit neobarocken Anklängen mit zentralem Zwerchhausgiebel, halbrundem Balkonerker und Wintergarten in originaler Schmuckverglasung. Architekt war Julius Heinrich Lönholdt, ursprüngliche Einfriedung. | 1910      |       |

### Schubertstraße
| Bild     | Bezeichnung | Lage                   | Beschreibung | Bauzeit | Daten |
| -------- | ----------- | ---------------------- | --- | ------- | ----- |
| Wohnhaus | Wohnhaus    | Schubertstraße 15 Lage | Wohnhaus des Neobarock mit asymmetrischem Erkerrisalit unter Ziergiebel. Architekt war Hermann Ritter. Vor dem Haus ist ein Stolperstein für den ermordeten Bewohner Moritz James Oppenheimer aufgestellt. | 1891    |       |
| Wohnhaus | Wohnhaus    | Schubertstraße 17 Lage | Wohnhaus des Neobarock mit Eckrisalit und originalen Balkongittern und Vordach. Architekt war Hermann Ritter.                                                                                              | 1891    |       |
| Wohnhaus | Wohnhaus    | Schubertstraße 19 Lage | Wohnhaus der Neurenaissance mit asymmetrischem Erker unter Stufengiebel. Architekt war Adolf Hänle, ursprüngliche Einfriedung.                                                                             | 1891    |       |
| Wohnhaus | Wohnhaus    | Schubertstraße 21 Lage | Wohnhaus der Neurenaissance mit asymmetrischem Erker unter Stufengiebel. Architekt war Adolf Hänle. | 1891    |       |
| Wohnhaus | Wohnhaus    | Schubertstraße 23 Lage | Wohnhaus des Neobarock nach Entwurf von C.V. Krämer, ursprüngliche Einfriedung. | 1892    |       |
| Wohnhaus | Wohnhaus    | Schubertstraße 25 Lage | Wohnhaus des Neobarock nach Entwurf von C.V. Krämer, ursprüngliche Einfriedung. | 1892    |       |

### Schumannstraße
| Bild           | Bezeichnung | Lage                    | Beschreibung | Bauzeit | Daten |
| -------------- | ----------- | ----------------------- | --- | ------- | ----- |
| Wohnhaus       | Wohnhaus    | Schumannstraße 11 Lage  | Wohnhaus in historisierenden Formen zwischen Romantik und Jugendstil von Julius Hermann Lönholdt. Das Haus verfügt über eine Werksteinfassade über kräftig rustiziertem Sockelgeschoss. Akzentuierung durch runden Eckturm unter verschieferter Kegelhaube sowie skulptiertem Fries und Fenstersturz | 1906    |       |
| weitere Bilder | Wohnhaus    | Schumannstraße 15 Lage  | Jugendstil-Wohnhaus von Julius Hermann Lönholdt mit skulptierten Schmuckelementen. Die Balkongitter sind original. Eigentümer in den 1920er und 1930er Jahren war Moritz James Oppenheimer. | 1906    |       |
| Wohnhaus       | Wohnhaus    | Schumannstraße 52 Lage  | Das in Stilformen der Neurenaissance gehaltene Haus wurde nach Entwurf der Gebrüder Seeger gebaut und hat einen polygonalen Erkerturm und -giebel. | 1903    |       |
| Wohnhaus       | Wohnhaus    | Schumannstraße 52a Lage | Das in Stilformen der Neurenaissance gehaltene Haus wurde nach Entwurf der Gebrüder Seeger gebaut und hat einen zentralen Erkerrisalit unter asymmetrischem Zwerchhausgiebel. | 1903    |       |
| Wohnhaus       | Wohnhaus    | Schumannstraße 54 Lage  | Das in Stilformen der Neurenaissance gehaltene Haus wurde nach Entwurf der Gebrüder Seeger gebaut und hat einen zentralen Erkerrisalit unter asymmetrischem Zwerchhausgiebel. | 1903    |       |
| Wohnhaus       | Wohnhaus    | Schumannstraße 56 Lage  | Das in Stilformen der Neurenaissance gehaltene Haus wurde nach Entwurf der Gebrüder Seeger gebaut und hat Seitenrisalit und Polygonalerker. Vor dem Haus ist ein Stolperstein für den ermordeten Bewohner Franz Ullmann aufgestellt.                                                                 | 1903    |       |
| Mietshaus      | Mietshaus   | Schumannstraße 58 Lage  | Neobarockes Wohngebäude von Anton Eysen mit zentralem Erkerrisalit. Die Balkongitter sind original. Das Gebäude gehörte der Goethe-Universität. | 1902    |       |
| Wohnhaus       | Wohnhaus    | Schumannstraße 59 Lage  | Neoklassizistisches Wohnhaus mit nobler Werksteingliederung. Die Eingangshalle, die Wohnräume und das Herrenzimmer im maurischen Stil. Einfriedung und Balkongitter sind original. | 1902    |       |
| Wohnhaus       | Wohnhaus    | Schumannstraße 60 Lage  | Neobarockes Wohnhaus nach Entwurf von Karl Friedrich Rau. Die Fassade wird durch überkuppelten Eck- und Balkonerker in reicher Werksteinausführung akzentuiert. Das Gebäude gehörte der Goethe-Universität und wurde am 20. Oktober 2011 besetzt, aber kurzfristig wieder geräumt.                   | 1902    |       |
| Mietshaus      | Mietshaus   | Schumannstraße 62 Lage  | In Stilformen des Barocks und der Renaissance gehaltenes Haus von Franz Heinrich Lönholdt mit axialem Säulenbalkon. Die Einfriedung ist original. | 1900    |       |
| Wohnhaus       | Wohnhaus    | Schumannstraße 63 Lage  | Wohnhaus im Stil des Neoklassizismus nach einem Entwurf von H. Schädel mit streng gegliederter Werksteinfassade und zentralem Balkonerker. Im Inneren ist teilweise die originale Ausstattung erhalten. Die Balkongitter und die Einfriedung sind ebenfalls original.                                | 1903    |       |
| Mietshaus      | Mietshaus   | Schumannstraße 64 Lage  | In Stilformen des Barocks und der Renaissance gehaltenes Haus von Franz Heinrich Lönholdt mit axialem Säulenbalkon. Die Einfriedung ist original. | 1900    |       |
| Mietshaus      | Mietshaus   | Schumannstraße 65 Lage  | Neobarockes Haus mit zentrierendem Risalit. Die Balkongitter sind original. | 1902    |       |
| Mietshaus      | Mietshaus   | Schumannstraße 67 Lage  | Mietshaus im Stil der Neurenaissance mit zentrierendem Erkerisalit unter Ziergiebel. | 1902    |       |

### Schwindstraße
| Bild           | Bezeichnung    | Lage                   | Beschreibung | Bauzeit | Daten |
| -------------- | -------------- | ---------------------- | --- | ------- | ----- |
| Mietshaus      | Mietshaus      | Schwindstraße 4 Lage   | Mietshaus im Stil zwischen Renaissance und Barock von Franz Heinrich Lönholdt.                                                                                                | 1889    |       |
| Doppelwohnhaus | Doppelwohnhaus | Schwindstraße 5/7 Lage | Doppelhaus im Stil der Neurenaissance nach Entwurf von Paul Wallot mit nobler Werksteinfassade und zentrierenem EIngangspaar über Freitreppe. Die Balkongitter sind original. | 1878    |       |
| Mietshaus      | Mietshaus      | Schwindstraße 6 Lage   | Das Haus von Ernst Lemmé verfügt über eine Fassade in Werksteingliederung, akzentuiert durch Seitenrisalit und zentralen Balkonerker. Es bildet mit Nr. 8 ein Doppelhaus.     | 1889    |       |
| Mietshaus      | Mietshaus      | Schwindstraße 8 Lage   | Das Haus von Ernst Lemmé verfügt über eine Fassade in Werksteingliederung, akzentuiert durch Seitenrisalit und zentralen Balkonerker. Es bildet mit Nr. 6 ein Doppelhaus.     | 1889    |       |
| Wohnhaus       | Wohnhaus       | Schwindstraße 11 Lage  | Haus im Stil der Neurenaissance nach Entwurf von Rudolf Heinrich Burnitz mit reich profilierter Sandsteinfassade und Seitenrisalit. Die Balkongitter sind original.           | 1878    |       |
| Wohnhaus       | Wohnhaus       | Schwindstraße 13 Lage  | Spätklassizistisches Wohnhaus von Oskar Sommer mit Seitenrisalit. Vordach und Einfriedung sind original.                                                                      | 1878    |       |

### Sebastian-Rinz-Straße
| Bild       | Bezeichnung | Lage                          | Beschreibung                                                                                  | Bauzeit | Daten |
| ---------- | ----------- | ----------------------------- | --------------------------------------------------------------------------------------------- | ------- | ----- |
| Wasserturm | Wasserturm  | Sebastian-Rinz-Straße 21 Lage | Der Wasserturm in gotisierenden Formen diente als Versorgungsbauwerk für die Villa Grüneburg. | 1845    |       |

### Senckenberganlage
| Bild                            | Bezeichnung                     | Lage                         | Beschreibung | Bauzeit   | Daten |
| ------------------------------- | ------------------------------- | ---------------------------- | --- | --------- | ----- |
| Westendstraße 106 (Chemag-Haus) | Westendstraße 106 (Chemag-Haus) | Senckenberganlage 10-12 Lage | Modernes Verwaltungsgebäude des Architekten Ernst Balser mit markantem Treppenturm auf halbkreisförmigem Grundriss. | 1951–1962 |       |
| weitere Bilder                  | Institut für Sozialforschung    | Senckenberganlage 26 Lage    | Das Institut für Sozialforschung wurde von Hermann Mäckler erbaut.                                                  | 1951      |       |
| weitere Bilder                  | Wohnhaus                        | Senckenberganlage 28 Lage    | Neobarockes Wohnhaus mit aufwändiger Werksteinfassade von starker Plastizität. Die Balkongitter sind original.      | 1902      |       |

### Siesmayerstraße
| Bild                               | Bezeichnung                        | Lage                    | Beschreibung | Bauzeit   | Daten |
| ---------------------------------- | ---------------------------------- | ----------------------- | --- | --------- | ----- |
| Mietshaus                          | Mietshaus                          | Siesmayerstraße 4 Lage  | Mietshaus der Neurenaissance hinter Verblendsteinfassade mit Werksteingliederung. Altan und Eckerker. Die Umfriedung ist original. | 1896      |       |
| Mietshaus                          | Mietshaus                          | Siesmayerstraße 5 Lage  | Mietshaus der Neorenaissance von Architekt Heinrich Anthes. Die Einfriedung ist original. | 1887      |       |
| Mietshaus                          | Mietshaus                          | Siesmayerstraße 6 Lage  | Mietshaus Im Stil des Neobarock mit markantem Seitenrisalit an reich gegliederter Sandsteinfassade. Die Eingangshalle in Eisen/Glas-Konstruktion ist ebenso wie die Einfriedung und die Balkongitter original.                                                                 | 1897      |       |
| Mietshaus                          | Mietshaus                          | Siesmayerstraße 7 Lage  | Mietshaus der Neurenaissance hinter axialsymmetrischer Verblendsteinfassade mit reicher Sandsteingliederung. | 1886      |       |
| Mietshaus                          | Mietshaus                          | Siesmayerstraße 9 Lage  | Mietshaus im Stil der Neurenaissance mit Betonung der Axialsymmetrie durch Mittelrisalit. | 1886      |       |
| Villa Bonn                         | Villa Bonn                         | Siesmayerstraße 12 Lage | Nobles Wohnhaus im Stil des Neoklassizismus. Architekt war Hofbaurat Ernst von Ihne. Fassadengliederung durch Axialrisalite in Pilasterstellung ionischer Ordnung. Repräsentative Auffahrt unter Altan. Dachbalustrade mit Vasen. Eingangshalle und Einfriedung sind original. | 1895–1897 |       |
| ehemaliges amerikanisches Konsulat | ehemaliges amerikanisches Konsulat | Siesmayerstraße 21 Lage | Modernes Bürohaus nach Plänen von Skidmore, Owings and Merrill unter Mitarbeit von Otto Apel als vierflüglig um einen Hof angeordnete Baugruppe. | 1953–1955 |       |
| Wohnhaus                           | Wohnhaus                           | Siesmayerstraße 44 Lage | Spätklassizistisches Wohnhaus mit zentrierendem Balkon unter Segmentgiebel. Moderne Anbauten, ursprüngliche Einfriedung. | 1884      |       |
| Mietshaus                          | Mietshaus                          | Siesmayerstraße 54 Lage | Spätklassizistisches Wohnhaus nach Entwürfen von Amadeus Wilhelm Benkard mit ausgeprägt horizontaler Gliederung und axialem Erker. Doppelhaus zu Rossertstraße 15. | 1874      |       |
| Siehe Rossertstraße 18             | Siehe Rossertstraße 18             | Siesmayerstraße 58 Lage | |           |       |
| Direktionsvilla                    | Direktionsvilla                    | Siesmayerstraße 61 Lage | Spätklassizistisches Wohnhaus, heute als Verwaltungsgebäude des Palmengartens genutzt. | 1870      |       |
| Gewächshaus                        | Gewächshaus                        | Siesmayerstraße 61 Lage | Die „neuen Schauhäuser“ wurden nach Entwürfen von Theodor Martin als Eisen/Glas-Konstruktion mit zentraler Kuppel über massivem Sockelgeschoß erbaut. | 1905/1906 |       |
| Mietshaus                          | Mietshaus                          | Siesmayerstraße 62 Lage | Mietshaus im Stil zwischen Renaissance und Barock mit reicher Werksteinfassade und ursprünglicher Einfriedung. Architekt war Georg Hermann Lönholdt. | 1889      |       |
| Biologie-Campus                    | Biologie-Campus                    | Siesmayerstraße 70 Lage | Die großen Gebäude der Biologischen Institute wurden 1954/55 vom Architekten und Universitätsbaumeister Ferdinand Kramer errichtet, die Nebengebäude Anfang der 1960er-Jahre.                                                                                                  | 1954/1955 |       |

### Staufenstraße
| Bild                | Bezeichnung         | Lage                  | Beschreibung | Bauzeit | Daten |
| ------------------- | ------------------- | --------------------- | --- | ------- | ----- |
| Instituto Cervantes | Instituto Cervantes | Staufenstraße 1 Lage  | Das heutige Instituto Cervantes wurde als Amerikahaus erbaut.                                                                             |         |       |
| Mietshaus           | Mietshaus           | Staufenstraße 39 Lage | Spätklassizistisches Mietshaus mit gleichmäßiger Pilastergliederung. Architekt war Franz Jakob Schmitt.                                   | 1877    |       |
| Wohnhaus            | Wohnhaus            | Staufenstraße 46 Lage | Wohnhaus in barockisierendem Jugendstil mit turmartigem Eckrisalit. Architekt war Alfred Christian Günther. Die Einfriedung ist original. | 1908    |       |
| Mietshaus           | Mietshaus           | Staufenstraße 48 Lage | Mietshaus in Mischformen des Historismus mit seitlichem Erkerrisalit in Werkstein und mit Eckerker. Die Einfriedung ist original.         | 1908    |       |

### Taunusanlage
| Bild        | Bezeichnung | Lage                 | Beschreibung | Bauzeit   | Daten |
| ----------- | ----------- | -------------------- | --- | --------- | ----- |
| Bürogebäude | Bürogebäude | Taunusanlage 20 Lage | Bürogebäude der ehemaligen Frankfurter Versicherungsgesellschaft Providentia. Das von Hermann Ritter und Theodor Martin in Anlehnung an Klassizismus und Barock entworfene Gebäude weist eine Zentrierung der Werksteinfassade durch Eingangsrisalit zwischen Kolossalsäulen und von Putti bekröntem Portal auf. | 1898–1900 |       |

### Telemannstraße
| Bild      | Bezeichnung | Lage                  | Beschreibung | Bauzeit | Daten |
| --------- | ----------- | --------------------- | --- | ------- | ----- |
| Mietshaus | Mietshaus   | Telemannstraße 4 Lage | Mietshaus im Stil der Neurenaissance nach Entwurf von Heinrich Kreissler mit reicher Werksteinfassade. Akzentuierung des Obergeschosses durch korinthische Säulenanordnung. | 1890    |       |

### Theodor-W.-Adorno-Platz
| Bild                | Bezeichnung         | Lage                           | Beschreibung                                      | Bauzeit | Daten      |
| ------------------- | ------------------- | ------------------------------ | ------------------------------------------------- | ------- | ---------- |
| Wartturm Affenstein | Wartturm Affenstein | Theodor-W.-Adorno-Platz 6 Lage | Reste des Wartturms Affenstein, später Eiskeller. | 1859    | 156216 DDB |

### Ulmenstraße
| Bild           | Bezeichnung                  | Lage                | Beschreibung | Bauzeit | Daten |
| -------------- | ---------------------------- | ------------------- | --- | ------- | ----- |
| Wohnhaus       | Wohnhaus                     | Ulmenstraße 18 Lage | Wohnhaus im Stil zwischen Renaissance und Barock mit zentralem Balkonrisalit. | 1876    |       |
| weitere Bilder | Livingstonsches Stallgebäude | Ulmenstraße 20 Lage | ehemaliger Livingstonscher Pferdestall im Westend, Ulmenstraße in Frankfurt am Main. Errichtet wohl 1880 nach einem Entwurf von C. L. Schmidt mit Hofarkaden, Uhrtürmchen etc. Der Livingstonsche Pferdestall ist heute ein Bürgerhaus. | 1880    |       |

### Unterlindau
| Bild                       | Bezeichnung                | Lage                   | Beschreibung | Bauzeit | Daten |
| -------------------------- | -------------------------- | ---------------------- | --- | ------- | ----- |
| Bockenheimer Landstraße 22 | Bockenheimer Landstraße 22 | Unterlindau 1 Lage     | Mietshaus der Neurenaissance nach Entwurf von Anton Eysen mit reich gegliederten Fassaden. Die Zentrierung erfolgt über übergiebelten Axialrisalit und Eckerker unter -türmchen.                                                                           | 1886    |       |
| Mietshäuser                | Mietshäuser                | Unterlindau 12/14 Lage | Mietshäuser in Werksteinfassade in historisierenden Mischformen. Architekten waren Louis Greb und August Gebauer. Die Häuser weisen überkuppelte Erkerkerne auf polygonalem Grundriss und reliefierende Brüstungsfelder auf. Die Einfriedung ist original. | 1900    |       |
| Wohnhaus                   | Wohnhaus                   | Unterlindau 16 Lage    | Spätklassizistisches Wohnhaus | 1852    |       |
| Mietshaus                  | Mietshaus                  | Unterlindau 52 Lage    | Mietshaus im Stil der Neurenaissance mit seitlichem Balkonrisalit und Werksteingliederung. Doppelhaus zu Unterlindau 54. Architekten waren Jean Hänsel und C. Witzenberger. Die Einfriedung ist original.                                                  | 1888    |       |
| Mietshaus                  | Mietshaus                  | Unterlindau 54 Lage    | Mietshaus im Stil der Neurenaissance mit axialem Balkonrisalit und Werksteingliederung. Doppelhaus zu Unterlindau 52. Architekten waren Jean Hänsel und C. Witzenberger. Die Einfriedung ist original.                                                     | 1888    |       |
| Mietshaus                  | Mietshaus                  | Unterlindau 63 Lage    | Mietshaus der Neurenaissance mit zentralem Balkonrisalit. Die Balkongitter sind original. | 1888    |       |
| Mietshaus                  | Mietshaus                  | Unterlindau 64 Lage    | Mietshaus der Neurenaissance hinter Verblendsteinfassade mit Werksteingliederung sowie durch Balkons zentriertem Axialrisalit unter Ziergiebel. | 1889    |       |
| Mietshaus                  | Mietshaus                  | Unterlindau 66 Lage    | Spätklassizistisches Mietshaus nach Entwurf von H. Schädel. Die Einfriedung ist original. | 1888    |       |
| Mietshaus                  | Mietshaus                  | Unterlindau 67 Lage    | Spätklassizistisches Mietshaus nach Entwurf Wilhelm Roth. Eckfassade mit Balkon. | 1889    |       |
| Mietshaus                  | Mietshaus                  | Unterlindau 68 Lage    | Spätklassizistisches Mietshaus nach Entwurf von Adolf Gustav Schenck. Doppelhaus mit Unterlindau 70. Axiale Balkons mit ursprünglichen Gittern. | 1888    |       |
| Mietshaus                  | Mietshaus                  | Unterlindau 69 Lage    | Spätklassizistisches Mietshaus. Eckfassade mit Balkons. | 1889    |       |
| Mietshaus                  | Mietshaus                  | Unterlindau 70 Lage    | Spätklassizistisches Mietshaus nach Entwurf von Adolf Gustav Schenck. Doppelhaus mit Unterlindau 68. Axiale Balkons mit ursprünglichen Gittern. | 1889    |       |
| Mietshaus                  | Mietshaus                  | Unterlindau 71 Lage    | Spätklassizistisches Mietshaus mit zentrierenden Balkons. Balkongitter und Einfriedung sind original. | 1889    |       |
| Mietshaus                  | Mietshaus                  | Unterlindau 72 Lage    | Spätklassizistisches Mietshaus mit zentrierenden Balkons. Architekt war Fritz Roos. Balkongitter sind original. | 1888    |       |
| Mietshaus                  | Mietshaus                  | Unterlindau 74 Lage    | Spätklassizistisches Mietshaus mit zentrierenden Balkons. Architekt war Fritz Roos. Balkongitter sind original. Vor dem Haus sind Stolpersteine für die ermordeten Bewohner Frieda und Hans Rosenbaum aufgestellt.                                         | 1888    |       |
| Mietshaus                  | Mietshaus                  | Unterlindau 76 Lage    | Spätklassizistisches Mietshaus mit zentrierenden Balkons. Architekt war Wilhelm Roth. Einfriedung und Balkons sind original. | 1888    |       |
| Friedrichstraße 8          | Friedrichstraße 8          | Unterlindau 77 Lage    | |         |       |
| Mietshaus                  | Mietshaus                  | Unterlindau 78 Lage    | Mietshaus in spätklassizistischen Formen. | 1889    |       |
| Mietshaus                  | Mietshaus                  | Unterlindau 80 Lage    | Der Stil des Mietshauses mit zentrierendem Balkon von G. Borgmann lehnt sich an spätklassizistische Formen an. Einfriedung und Balkongitter sind original.                                                                                                 | 1888    |       |

### Westendstraße
| Bild             | Bezeichnung      | Lage                        | Beschreibung | Bauzeit   | Daten |
| ---------------- | ---------------- | --------------------------- | --- | --------- | ----- |
| Mietshaus        | Mietshaus        | Westendstraße 11/13 Lage    | Spätklassizistisches Mietshaus mit orientalisierenden Schmuckformen. Die Haushälfte 13 verfügt über Altan und originale Raumaufteilung. Die Einfriedung ist original.                                                                                            | 1863      |       |
| Mietshausgruppe  | Mietshausgruppe  | Westendstraße 38/40/42 Lage | Einheitliche Mietshausgruppe in spätklassizistischen Formen. Die Fassaden sind durch profilierte Gurtgesimse horizontal betont und durch Pilaster ionischer Ordnung an den Seitenrisaliten gegliedert. Das Ensemble ist Teil einer Gruppe mit Feuerbachstraße 1. | 1878      |       |
| Reihenwohnhäuser | Reihenwohnhäuser | Westendstraße 56/60/62 Lage | Reihenwohnhausgruppe im Stil des Neobarock von Adam Friedrich Kaysser. Die Fassaden verfügen über reiche Werksteingliederung, zentriert mit Erker-Balkon, axialem Schmuckerker und Seitenrisaliten.                                                              | 1897/1898 |       |
| Mietshaus        | Mietshaus        | Westendstraße 64 Lage       | Mietshaus mit asymmetrischem Balkonerker an neobarocker Sandsteinfassade. Gehört zur Baugruppe mit Arndtstraße 18. Architekt war Adam Friedrich Kaysser. Einfriedung und Balkongitter sind original.                                                             | 1901      |       |
| Mietshaus        | Mietshaus        | Westendstraße 68 Lage       | Mietshaus im Stil zwischen Spätklassizismus und Neurenaissance. Kräftig profilierter Sprenggiebel, betonte Werksteinfassade. Der seitliche Balkonerker verfügt über die originalen Gitter.                                                                       | 1896      |       |
| Mietshaus        | Mietshaus        | Westendstraße 70 Lage       | Mietshaus (Doppelhaus mit Nr. 72) im Stil des Neobarock mit reich gegliederter Werksteinfassade, reliefierten Fensterlünetten und Balkonerker am Seitenrisalit. Die Balkongitter sind original.                                                                  | 1896      |       |
| Mietshaus        | Mietshaus        | Westendstraße 72 Lage       | Mietshaus (Doppelhaus mit Nr. 70) im Stil des Neobarock mit reich gegliederter Werksteinfassade, reliefierten Fensterlünetten und Balkonerker am Seitenrisalit. Die Balkongitter sind original.                                                                  | 1896      |       |
| Mietshaus        | Mietshaus        | Westendstraße 73 Lage       | Mietshaus im Stil des Spätklassizismus. 1899 erfolgte eine Modernisierung im neobarocken Stil durch A. Beiler. Die Balkongitter sind original. | 1878      |       |
|                  |                  | Westendstraße 74 Lage       | |           |       |
| Mietshaus        | Mietshaus        | Westendstraße 77 Lage       | Mietshaus im Stil des Neobarock mit Werksteinfassade. | 1898      |       |
| Mietshaus        | Mietshaus        | Westendstraße 79 Lage       | Mietshaus im Stil des Neobarock mit Werksteinfassade. | 1897      |       |
| Chemag-Haus      | Chemag-Haus      | Westendstraße 106 Lage      | |           |       |

### Wiesenau
| Bild        | Bezeichnung | Lage                | Beschreibung | Bauzeit | Daten |
| ----------- | ----------- | ------------------- | --- | ------- | ----- |
| Mietshäuser | Mietshäuser | Wiesenau 44 Lage    | Mietshäuser im Stil des Spätklassizismus mit neobarocken Zügen. Balkongitter und Einfriedung sind original.                                                       | 1891    |       |
| Mietshäuser | Mietshäuser | Wiesenau 46/48 Lage | Mietshäuser der Neurenaissance mit Axialrisalt und Balkons unter kleinem Zwerchhaus. Architekt war Heinrich Anthes. Balkongitter und Einfriedung sind original.   | 1889    |       |
| Mietshaus   | Mietshaus   | Wiesenau 50 Lage    | Mietshaus der Neurenaissance mit axialen Balkons. Architekt war Franz Länger. Balkongitter und Einfriedung sind original.                                         | 1889    |       |
| Mietshaus   | Mietshaus   | Wiesenau 52 Lage    | Mietshaus im Stil zwischen Spätklassizismus und Neurenaissance mit zentralem Säulenerker. Architekt war Franz Länger. Balkongitter und Einfriedung sind original. | 1888    |       |

### Wöhlerstraße
| Bild      | Bezeichnung | Lage                | Beschreibung                                                                                            | Bauzeit | Daten |
| --------- | ----------- | ------------------- | --- | ------- | ----- |
| Mietshaus | Mietshaus   | Wöhlerstraße 2 Lage | Mietshaus der Neurenaissance mit Werksteingliederung und Seitenrisaliten. Die Einfriedung ist original. | 1889    |       |

### Wolfsgangstraße
| Bild           | Bezeichnung    | Lage                          | Beschreibung | Bauzeit | Daten |
| -------------- | -------------- | ----------------------------- | --- | ------- | ----- |
| Mietshaus      | Mietshaus      | Wolfsgangstraße 83 Lage       | Mietshaus im Jugendstil mit asymmetrischem Erker und axialem Volutengiebel. Architekt war Carl Friedrich Wilhelm Leonhardt. Die Einfriedung ist original.                                                   | 1904    |       |
| Mietshaus      | Mietshaus      | Wolfsgangstraße 84 Lage       | Mietshaus im Jugendstil in reicher Werksteingliederung. Architekt war Philipp Hufnagel. | 1904    |       |
| Mietshaus      | Mietshaus      | Wolfsgangstraße 85 Lage       | Mietshaus in Anlehnung an die Neurenaissance und Jugendstil, mit Fenstergewänden aus Sandstein und reich reliefiertem Axialerker und seitlichem Wellgiebel. Architekt war Carl Friedrich Wilhelm Leonhardt. | 1904    |       |
| Mietshaus      | Mietshaus      | Wolfsgangstraße 87 Lage       | Mietshaus in Anlehnung an die Neurenaissance und Jugendstil, mit Seitenerker, reliefierten Säulen und axialem Ziergiebel. Architekt war Carl Friedrich Wilhelm Leonhardt. Die Einfriedung ist original.     | 1904    |       |
| Mietshaus      | Mietshaus      | Wolfsgangstraße 89 Lage       | Mietshaus in Anlehnung an die Neurenaissance und Jugendstil, mit Axialerker in Kombination mit Sandstein und Zierfachwerk. Architekt war Carl Friedrich Wilhelm Leonhardt. Die Einfriedung ist original.    | 1904    |       |
| Mietshaus      | Mietshaus      | Wolfsgangstraße 92 Lage       | Mietshaus des Jugendstils, mit axialem Erkerrisalit und Ziergiebel. Balkongitter sind original. | 1905    |       |
| Mietshaus      | Mietshaus      | Wolfsgangstraße 94/96/98 Lage | Mietshausgruppe mit Formelementen des Neoklassizismus, gegliedert durch Seitenrisalite, Loggien, Balkons und polygonale Eckerker. Balkongitter und Einfriedung sind original.                               | 1905    |       |
| Mietshaus      | Mietshaus      | Wolfsgangstraße 100 Lage      | Schlichtes Mietshaus der Neurenaissance mit asymmetrischen Loggien. Architekt war Johann Jungels jr. Balkongitter und Einfriedung sind original.                                                            | 1903    |       |
| Reihenwohnhaus | Reihenwohnhaus | Wolfsgangstraße 150 Lage      | Reihenwohnhaus der Neurenaissance, früher Wohnsitz von Hans Thoma. Architekt war Simon Ravenstein. | 1885    |       |
| Reihenwohnhaus | Reihenwohnhaus | Wolfsgangstraße 152 Lage      | Reihenwohnhaus der Neurenaissance, früher Wohnsitz von Wilhelm Steinhausen. Architekt war Simon Ravenstein. Fassade und Wohnraum zeigen originale Malereien.                                                | 1885    |       |

### Zeppelinallee
| Bild                               | Bezeichnung                        | Lage                  | Beschreibung | Bauzeit | Daten |
| ---------------------------------- | ---------------------------------- | --------------------- | --- | ------- | ----- |
| Palmengartenstraße Villa Leonhardi | Palmengartenstraße Villa Leonhardi | Zeppelinallee 18 Lage | Die Villa Leonhardi wurde 1806 als Gartenvilla der reichen Familie Leonhardi errichtet. Ab 1842 gehörte das Gebäude dem Bankier Erlanger. 1905 wurde das Gebäude abgerissen. Die Front des Mittelpavillons mit der Sandstein-Säulenhalle wurde 1912 im Neubau des Tennisclubhauses im Palmengarten als Eingangstor wiederaufgebaut. 1987 wurde eine Neuerrichtung des historischen Gebäudes durch die Stadt Frankfurt beschlossen. Das Gebäude beinhaltet nun zwei Festsäle und wird als Café genutzt. | 1806    |       |

### Zimmerweg
| Bild                                    | Bezeichnung                             | Lage              | Beschreibung | Bauzeit | Daten |
| --------------------------------------- | --------------------------------------- | ----------------- | --- | ------- | ----- |
| Mainzer Landstraße 28 (Villa Seligmann) | Mainzer Landstraße 28 (Villa Seligmann) | Zimmerweg 2 Lage  | W. Lönholdt | 1872    |       |
| Wohnhaus                                | Wohnhaus                                | Zimmerweg 8 Lage  | Wohnhaus der Neurenaissance mit reicher Sandsteingliederung. In der Beletage triforische Fenster in Säulenstellung. Zimmerweg 8 verfügt über einen Eckerker. Architekt war Georg Friedrich Sauerwein. | 1884    |       |
| Wohnhaus                                | Wohnhaus                                | Zimmerweg 10 Lage | Wohnhaus der Neurenaissance mit reicher Sandsteingliederung. In der Beletage triforische Fenster in Säulenstellung. Architekt war Georg Friedrich Sauerwein.                                          | 1884    |       |
| Wohnhaus                                | Wohnhaus                                | Zimmerweg 12 Lage | Wohnhaus der Neurenaissance mit reicher Sandsteingliederung. In der Beletage triforische Fenster in Säulenstellung. Architekt war Georg Friedrich Sauerwein.                                          | 1884    |       |

## Abgerissene Denkmale

### Bockenheimer Anlage
| Bild            | Bezeichnung            | Lage                            | Beschreibung | Bauzeit                          | Daten |
| --------------- | ---------------------- | ------------------------------- | --- | -------------------------------- | ----- |
| Bild gesucht BW | ehemaliges Zürich-Haus | Bockenheimer Anlage 2-4 Lage    | Das 68 Meter hohe Zürich-Haus war eines der ersten Hochhäuser in Frankfurt. Architekten waren Udo von Schauroth und Werner Stücheli. Es stand von 1989 bis 1996 unter Denkmalschutz. | Bau: 1958 bis 1960, Abriss: 2002 |       |
| Bild gesucht BW | Oberlindau 2           | Bockenheimer Landstraße 24 Lage | Das Hochtief-Hochhaus war ein Hochhaus und Hauptsitz der Baufirma Hochtief. Zunächst mit 9 Stockwerken nach einem Plan von Egon Eiermann errichtet, wurde die Stahlbetonkonstruktion mit vorgehängten Aluminiumverkleidungen 1974 von R. Wiest um weitere 12 Etagen aufgestockt. Nach dem Abriss des Gebäudes wurde 2006 das Westend Duo auf dem Bauplatz errichtet. | 1968/1974                        |       |

### Myliusstraße
| Bild            | Bezeichnung | Lage                 | Beschreibung                                                             | Bauzeit | Daten |
| --------------- | ----------- | -------------------- | ------------------------------------------------------------------------ | ------- | ----- |
| Bild gesucht BW | Wohnhaus    | Myliusstraße 44 Lage | das Haus Myliusstraße 44 wurde abgerissen und durch einen Neubau ersetzt | 1883    |       |